# Fred Schepisi
Frederick Alan Schepisi (Melbourne, 26 de diciembre de 1939) es un director de cine y guionista australiano.

## Biografía
Fred está casado con Mary Schepisi, la pareja tiene una hija la actriz Alexandra Schepisi.

## Carrera
Entre sus trabajos se encuentran Last Orders, Roxanne, Plenty, Seis grados de separación, Criaturas feroces, La casa Rusia, y más recientemente Empire Falls, que ganó el Globo de Oro como mejor Miniserie o Película para televisión, y por la que recibió una nominación a un Emmy como mejor director.

## Filmografía
- The Devil's Playground (1976)
- The Chant of Jimmie Blacksmith (1978)
- Barbarosa (1982)
- Iceman (1984)
- Plenty (1985)
- Roxanne (1987)
- Un grito en la oscuridad (1988)
- La casa Rusia (1990)
- Mr. Baseball (1992)
- Seis grados de separación (1993)
- I.Q. (1994)
- Criaturas feroces (1997)
- Last Orders (2001)
- Cosas de familia (2003)
- Empire Falls (2005)
- The eye of the storm (2011)
- Words and pictures (2013)